# Vitigès
Vitigès (en gotique 𐍅𐌴𐌹𐍄𐌹𐌲𐌴𐌹𐍃𐌻𐍃) (vers 490 – 542) est le roi des Ostrogoths de 536 à 540 pendant la guerre des Goths.

## Biographie
L'une des premières mentions de Vitigès date de l'époque du siège de la forteresse d'Herta sur le Danube par les Romains du général Sabinien. Mundo, un Goth, s'est établi au-delà du Danube mais est assiégé dans le château par les Byzantins et leurs alliés Bulgares. Il demande de l'aide à Théodoric le Grand qui envoie des troupes commandées par Pitzia pour le défendre. Lors de la bataille du Margus, près du fleuve Morava (en Serbie), entre les Ostrogoths d'un côté et les Romains et Bulgares de l'autre, Vitigès prouve sa valeur guerrière en participant à la victoire des goths. Sabinien doit se réfugier dans le château de Nato.
Officier de naissance obscure, Vitigès n'appartient pas aux familles nobles du clan ostrogothique.[réf. nécessaire]
En 536, Vitigès est l'un des généraux de Théodat que celui-ci envoie face aux troupes de Bélisaire en Campanie après la chute de Naples. L'armée doute du roi qui ne semble pas pressé de se battre contre Bélisaire. Les soldats accusent Théodat de trahison et élèvent Vitigès sur un bouclier, le proclamant roi.

### La prise de pouvoir
Aussitôt après la proclamation, Vitigès retourne à Rome mais Théodat s'est enfui à Ravenne. Optaris, prince goth, part à sa poursuite, le rattrape et l'égorge au bord du fleuve Vatrénus. Il ramène sa tête à Vitigès. Son premier acte politique est d'envoyer une lettre dans toutes les provinces de l'Italie proclamant le choix de la Providence dans son avènement.
Il part à Ravenne après avoir obtenu des serments de fidélité de la part des habitants de Rome, du pape Silvère et du sénat. Doutant de la fidélité des Romains, il emmène avec lui des otages et laisse une garnison de près de 4 000 hommes sous les ordres de Leudéris. Dès son arrivée à Ravenne, il répudie sa femme et s'allie à la famille sacrée des Amales en organisant un mariage forcée avec Matasonte, fille de la princesse Amalasonte, petite-fille de Théodoric le Grand, en novembre 536. La princesse, de haute lignée, n'épouse ce général de basse extraction que de force. Le panégyrique sur ce mariage (en 536) a été délivré par le préfet du prétoire Cassiodore, et a été conservé. Il s'agit d'une forme rhétorique romaine qui dépeint la dynastie gothique sous une lumière romaine avantageuse. 
Ses hommes ouvrent la ville de Rome à l'armée impériale sans combat, le 9 décembre 536. 
Pour s'assurer la paix à l'ouest de son royaume, à la fin de l'année 536, il vend la Provence aux Francs à la suite d'un traité entamé par Théodat. Les trois rois francs se partagent la Provence : Childebert Ier reçoit Arles, Clotaire Ier reçoit Marseille et Théodebert les Alpes rhétiques. Mais, la même année, il perd Rome, le 9 décembre, récupérée par Bélisaire.

### La défaite face à Bélisaire
Vitigès assiège Rome en mars 537 avec 50 000 hommes. Bélisaire défend victorieusement la ville pendant un an. Vitigès fait égorger les sénateurs romains qu'il a gardés comme otages à Ravenne. En mars 538, le siège est levé quand une flotte byzantine remonte le Tibre et apporte des renforts à Bélisaire. Vitigès bat en retraite avec ses troupes, poursuivi par Bélisaire, et se réfugie à Ravenne, sa capitale, qui est à son tour longuement assiégée. Matasonte, mariée contre son gré à Vitigès, aurait proposé au général Jean de l'épouser contre la reddition de Ravenne. Au printemps 540, Vitigès propose à Bélisaire de devenir empereur d'Occident et roi des Goths. Celui-ci feint d'accepter, mais une fois entré à Ravenne, il capture Vitigès et prend la ville. Le général de Justinien emprisonne Vitigès et Matasonte à Constantinople. Malgré sa défaite, Justinien donne au roi vaincu le titre de patrice et des domaines en Asie. Vitigès meurt sans enfant à Constantinople en 542. 
Quelques années après sa mort, Matasonte épouse Germanus, général et cousin de l'empereur.

## Dans les arts
Witiges est un personnage secondaire du roman uchronique de science-fiction De peur que les ténèbres de Lyon Sprague de Camp en 1939.
Vitigès est également un des personnages du film d'aventure Pour la conquête de Rome I de Robert Siodmak.